# 서울 원각사지 십층석탑
서울 원각사지 십층석탑(首爾 圓覺寺址 十層石塔)은 서울특별시 종로구 탑골 공원에 있는 조선시대의 석탑으로 대한민국의 국보 제2호이다. 석탑은 1467년(세조 13년)에 세워졌으며 3층의 기단과 10층의 탑신으로 되어 있고 인물과 화초 무늬 따위가 양각되어 있다. 맨 위 3층은 오랫동안 무너져 내려져 있던 것을(새똥으로 인해 부식되었다.) 1947년에 원상태로 복구하였다. 2000년에는 표면 훼손이 심각해 유리보호 장치를 씌워 놓은 상태다.

## 개요
원각사는 지금의 종로2가 탑골공원 자리에 있었던 절로, 조선 세조 11년(1465)에 세웠다. 조선시대의 숭유억불정책 속에서도 중요한 사찰로 보호되어 오다가 1504년 연산군이 이 절을 ‘연방원(聯芳院)’이라는 이름의 기생집으로 만들어 승려들을 내보냄으로써 절은 없어지게 되었다. 이 탑은 조선시대의 석탑으로는 유일한 형태로, 높이는 약 12m이다. 대리석으로 만들어졌으며 탑 구석구석에 표현된 화려한 조각이 대리석의 회백색과 잘 어울려 더욱 아름답게 보인다. 탑을 받쳐주는 기단(基壇)은 3단으로 되어있고, 위에서 보면 아(亞)자 모양이다. 기단의 각 층 옆면에는 여러 가지 장식이 화사하게 조각되었는데 용, 사자, 연꽃무늬 등이 표현되었다. 탑신부(塔身部)는 10층으로 이루어져 있으며, 3층까지는 기단과 같은 아(亞)자 모양을 하고 있고 4층부터는 정사각형의 평면을 이루고 있다. 각 층마다 목조건축을 모방하여 지붕, 공포(목조건축에서 처마를 받치기 위해 기둥 위에 얹는 부재), 기둥 등을 세부적으로 잘 표현하였다. 우리나라 석탑의 일반적 재료가 화강암인데 비해 대리석으로 만들어졌고, 전체적인 형태나 세부구조 등이 고려시대의 경천사지 10층석탑과 매우 비슷하여 더욱 주의를 끌고 있다. 탑의 윗부분에 남아있는 기록으로 세조 13년(1467)에 만들어졌음을 알 수 있으며, 형태가 특이하고 표현장식이 풍부하여 훌륭한 걸작품으로 손꼽히고 있다.

## 사진

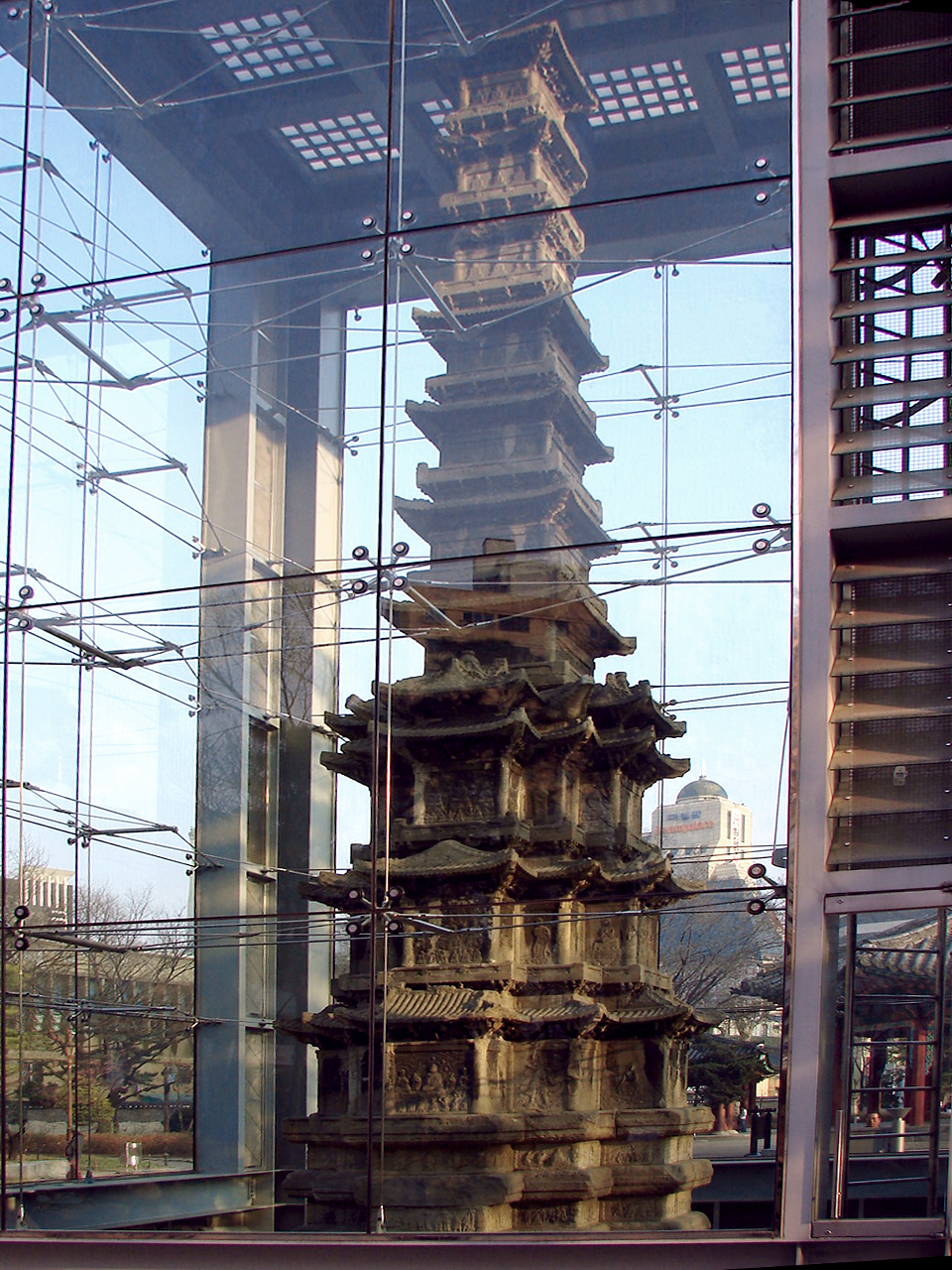
원각사지 십층석탑의 현재 모습
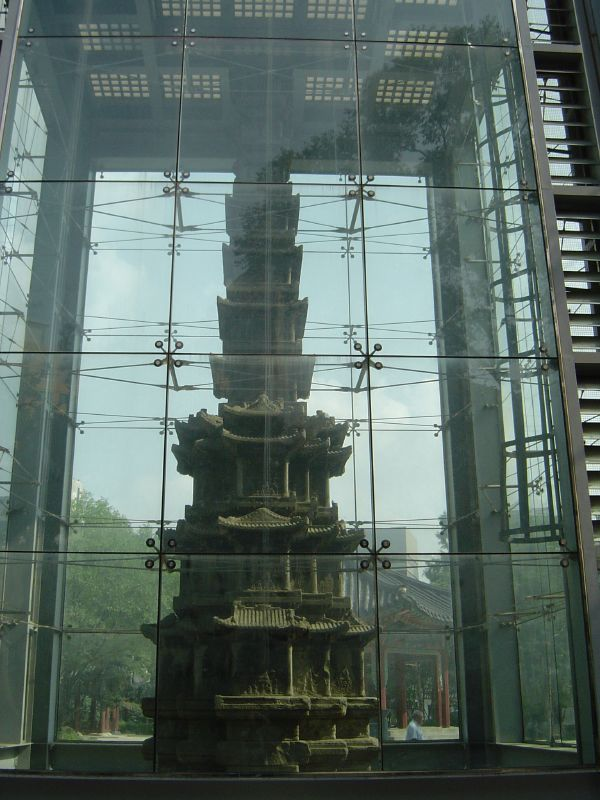
원각사지 십층석탑의 또 다른 현재 모습
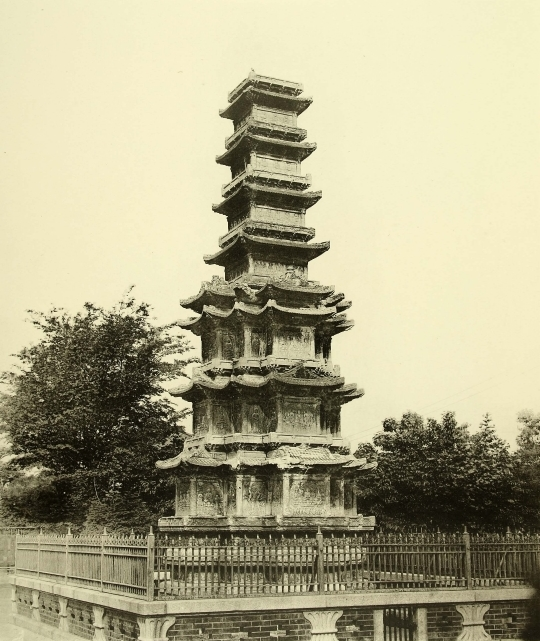
조선고적도보에 실린 원각사지 십층석탑의 측면 모습. 1947년 복구 이전의 모습이다.
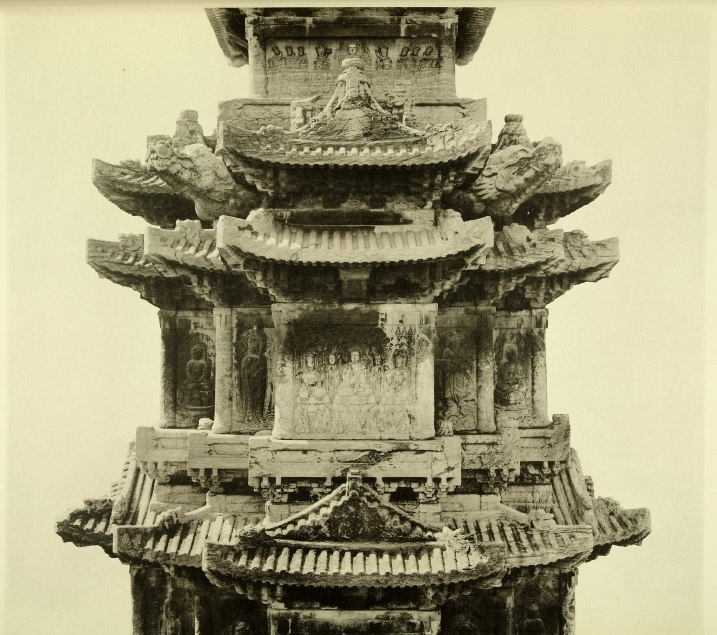
부분 확대한 모습
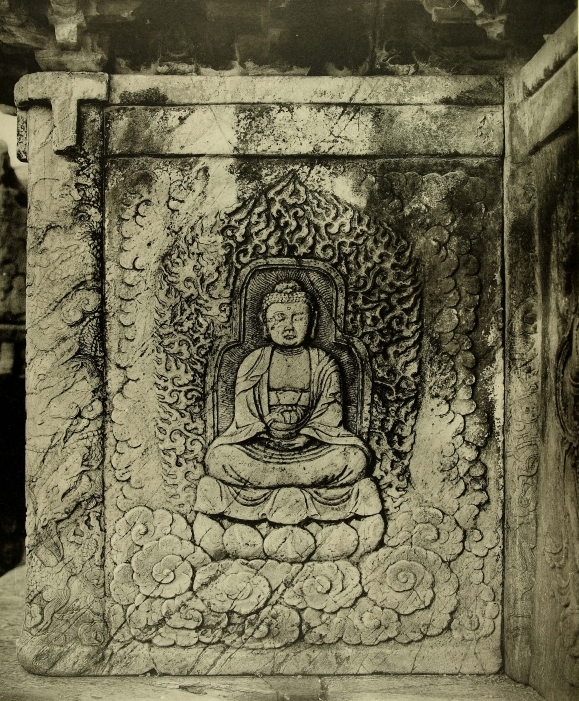
십층석탑의 부분 모습
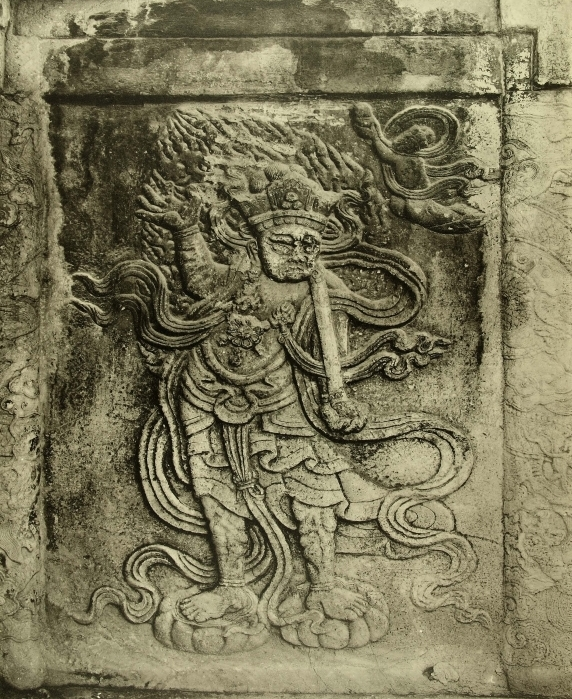
십층석탑의 부분 모습

## 같이 보기
- 원각사지
- 개성 경천사지 십층석탑 - 국보 제86호